# Салча (Бузау)
Салча (рум. Salcia) насеље је у Румунији у округу Бузау у општини Тисау. Oпштина се налази на надморској висини од 169 m.

## Становништво
Према подацима из 2002. године у насељу је живело 56 становника, од којих су сви румунске националности.